# Power Rangers RPM
Power Rangers RPM (ovvero Power Rangers Racing Performance Machines) è la quindicesima serie televisiva della saga dei Power Rangers. La serie, della durata di una sola stagione di 32 episodi, è stata trasmessa in America in prima TV assoluta a partire dal marzo 2009 nel contenitore ABC Family dall'emittente ABC. Come le precedenti serie dei Power Rangers si tratta di un rimontaggio statunitense di serie giapponesi della saga dei Super Sentai (nel caso in oggetto Engine Sentai Go-onger, originariamente di 50 episodi trasmessi in madrepatria tra il febbraio 2008 e il febbraio 2009), con scene aggiunte con attori "occidentali" più adatti al pubblico nordamericano e in più degli Zord veicoli a tema animale.
La serie ha un tono più maturo rispetto alle precedenti, con dei toni per lo più simili a film d'azione anziché quelli dei tipici telefilm.

## Trama
Un virus informatico chiamato Venjix, prende possesso di tutti i computer terrestri, rendendo impossibili tutte le comunicazioni creando al contempo un'armata di droidi robot per distruggere ogni città terrestre. L'ultimo sicuro baluardo della razza umana è la città di Corinth. Circondata dalle forze di Venjix e da un campo di forza, è quasi impossibile entrarvi se non per pura fortuna o potenza di fuoco. Quando il campo di forza viene abbassato per permettere agli umani sopravvissuti di accedere al santuario, gli RPM Power Rangers del Dottor K combattono le forze di Venjix per proteggere la città dalla distruzione.

## Episodi
| Stagione       | Episodi | Prima TV USA | Prima TV Italia |
| -------------- | ------- | ------------ | --------------- |
| Prima stagione | 32      | 2009         | 2013            |

## Personaggi e interpreti
- Scott Truman/Ranger-Operatore Serie Red, interpretato da Eka Darville, doppiato da Paolo De Santis.
È il leader dei Rangers, testardo e amante delle macchine, in particolare la sua Eagle Racer. Utilizza come Zord un'aquila in grado di trasformarsi in auto da corsa con il numero 1 (che anche il suo "numero di operazione") e alla fine della serie si arruola nella squadra "Eagle 1".
- Flynn Mc Allistar/Ranger-Operatore Serie Blue, interpretato da Ari Boyland, doppiato da Leonardo Graziano.
Ragazzo un po' imbranato (anche se meno di Ziggy), Flynn è un ragazzo scozzese, meccanico, che spesso costruisce oggetti utili per il gruppo, che sistema i veicoli e che vuole sempre fare la cosa giusta. Questa sua voglia di fare sempre la cosa giusta deriva dal fatto che (cosa che si vede in un flashback nell'episodio Ranger Blue) quando era piccolo, leggendo continuamente fumetti supereroistici, voleva comportarsi come i suoi supereroi preferiti, ma la prima volta che lo fece a scuola finì per essere espulso per due settimane con grande sgomento del padre, il quale non trovava giusto il comportamento del figlio fino a quando, verso l'inizio dell'espansione Venjix, salvò una bambina e un autobus pieno di persone, anche se, una volta, questa "abitudine" ha danneggiato il Megazord, anche se poi è riuscito a farsi perdonare. Sembra avere una cotta per Gemma.

- Summer Landsdown/Ranger-Operatore Serie Yellow, interpretata da Rose Mclver, doppiata da Antonella Baldini.
Intelligente, altruista e affidabile, è la seconda in comando nonostante il suo numero di operazione sia il 3. Nutre sentimenti per Dillon.

- Ziggy Grover/Ranger-Operatore Serie Green, interpretato da Milo Cawthorne, doppiato da Marco Vivio.
Ragazzo sciocco, imbranato ed esperto nelle ombre cinesi, è diventato Ranger per caso, dato che il suo morpher stava per essere dato a Tenaya 7, ma accidentalmente si è attaccato al suo braccio trasformandolo. Ex-socio di Fresno Bob, è il meno adatto a utilizzare la tecnologia del Dr.K ma ciò che gli manca in fisico e astuzia viene compensato con il cuore. Cerca spesso di fare ottima figura, ma finisce per fare la figura dell'imbranato. Vede Dillon come il suo migliore amico e per questo lo aiuta in molte occasioni; come dimostrato in un episodio, si preoccupa anche di lui. Il suo numero di operazione è il 4.
- Dillon/Ranger-Operatore Serie Black, interpretato da Dan Ewing, doppiato da Maurizio Merluzzo.
È un ibrido di Venjix, che non ricorda il suo passato; è il più intelligente dei Rangers e successivamente scoprirà di essere fratello di Tenaya7. Possiede una macchina nera che è molto vecchia e il suo numero è il 5. È molto simile ad Andros (vedi Power Rangers in Space), poiché entrambi hanno un carattere duro, entrambi hanno relazioni amorose con le Yellow Ranger delle loro squadre e hanno sorelle malvagie che dopo essere tornate buone sono state di nuovo vittime di lavaggio del cervello, ritornando malvagie, anche se poi sono ritornate definitivamente buone.

- Gem/Ranger-Operatore Serie Gold, interpretato da Mike Ginn, doppiato da Davide Garbolino.
Ragazzo allegro e altruista come sua sorella gemella, Gem è molto fantasioso e sempre entusiasta quando si tratta di nuove esperienze, ad esempio la creazione di nuovi Megazord, ma nonostante ciò entrambi i gemelli sono intelligenti quanto il Dr.K. Il suo numero di operazione è il 7, nonostante sia il sesto membro del gruppo.

- Gemma/Ranger-Operatore Serie Silver, interpretata da Li Ming Hu, doppiata da Letizia Ciampa.
Con un carattere uguale a quello del gemello, sembra avere una cotta per Flynn. Il suo numero di operazione è l'8, pur essendo il settimo membro del team.

- Dr.K, interpretata da Olivia Tennet, doppiata da Ilaria Latini.
"Mente" degli RPM Rangers e della maggior parte di tutto ciò che li riguarda, il Dr.K è una ragazza intelligentissima che da giovane fu rapita da un'organizzazione Top Secret, la quale le disse di essere "allergica" al sole.

## Produzione
La serie è stata prodotta dalla Disney-ABC Domestic Television.
Come nel caso di molte delle serie dei Power Rangers realizzate dal 2003, quando Disney ha acquisito il marchio, parte delle scene aggiunte sono state girate in Nuova Zelanda. Le riprese sono iniziate nel settembre 2008. Gli effetti speciali sono stati realizzati dalla PRPVFX Limited.
Inizialmente, nelle intenzioni dei produttori e dell'emittente, doveva essere l'ultima serie dei Power Rangers inedita a essere realizzata, in quanto per il 2010 era già prevista la messa in onda di una versione migliorata del primo show della serie, Mighty Morphin Power Rangers. Nel maggio del 2010, tuttavia, il produttore Haim Saban ha riacquistato i diritti sul media franchise dei Power Ranger dalla Disney e per la stagione 2011 è stata realizzata dal Saban Capital Group una nuova serie Power Rangers Samurai, trasmessa a partire da febbraio 2011 sul canale televisivo Nickelodeon, che ha anche annunciato l'intenzione di proporre nei suoi palinsesti futuri un passaggio di tutte le serie precedenti.